# X Corvi
X Corvi är en halvregelbunden variabel av SRB-typ i stjärnbilden  Korpen.
Stjärnan har en fotografisk magnitud som varierar mellan +10,8 och lägre än 12,0 med en period av 112,3 dygn.